# Megapodius laperouse
Il megapodio della Micronesia, maleo micronesiano o megapodio di Micronesia (Megapodius laperouse Gaimard, 1823) è un uccello galliforme della famiglia Megapodiidae.

## Descrizione
Questo megapodio misura 28–30 cm, il che fa di lui una delle specie più piccole della famiglia. Il piumaggio è nero. La testa è più chiara del resto del corpo, il becco è giallo. Ha zampe molto robuste, anch'esse di colore giallo.

## Distribuzione e habitat
Megapodius laperouse è diffuso a Palau e nelle Isole Marianne Settentrionali; un tempo presente anche sull'isola di Guam, è andato incontro ad estinzione locale.

## Tassonomia
Sono note le seguenti sottospecie:
- Megapodius laperouse laperouse Gaimard, 1823	 - diffusa nelle isole Marianne
- Megapodius laperouse senex Hartlaub, 1868 - endemica di Palau

## Conservazione
La IUCN Red List classifica Megapodius laperouse come specie in pericolo di estinzione (Endangered).